# Palaeoplatyceros hispanicus
Il paleoplaticero (Palaeoplatyceros hispanicus) è un mammifero artiodattilo estinto, appartenente ai cervidi. Visse nel Miocene medio (circa 16 - 11 milioni di anni fa) e i suoi resti fossili sono stati ritrovati in Spagna.

## Descrizione
Questo animale doveva essere molto simile agli odierni muntiac, e anche le dimensioni dovevano essere paragonabili; è probabile che questo animale superasse di poco il metro di altezza. Rispetto agli altri cervidi primitivi del Miocene, Palaeoplatyceros possedeva corna molto insolite, a forma di ventaglio. Questo animale possedeva grandi peduncoli frontali analoghi a quelli del ben noto Dicrocerus o del muntiac; sopra il peduncolo si inseriva, come un capitello sull'albero di una colonna, una rosetta ampia, depressa e ornata lungo il bordo di tubercoli simili a una corona di piccole pietre. Dalla parte superiore della rosetta spuntava un palco dalla base ampia, che si allargava verso l'apice, finendo a formare una struttura triangolare piatta e flabellata, i cui bordi laterali formavano una curva concava falciforme e il bordo apicale possedeva un contorno sinuoso di lobi grandi e arrotondati. 

## Classificazione
Palaeoplatyceros venne descritto per la prima volta da Hernandez Pacheco nel 1913, sulla base di resti fossili ritrovati in terreni del Miocene medio nella zona di Palencia (Spagna). Lo studioso ritenne che questo genere comprendesse due specie: P. hispanicus e P. palentinus. Tuttavia, studi più recenti ritengono che vi fosse una sola specie (P. hispanicus). 
Palaeoplatyceros è insolito rispetto agli altri cervidi miocenici in quanto le sue corna sono espanse a formare una sorta di ventaglio, una caratteristica mai riscontrata in altri cervidi del periodo. Tuttavia, la struttura primitiva e la morfologia della rosetta richiamano quelle degli altri cervidi miocenici come Dicrocerus e Amphiprox. 